# Barbuccidae
Barbuccidae – monotypowa rodzina małych słodkowodnych ryb karpiokształtnych (Cypriniformes), obejmująca dwa gatunki opisane naukowo oraz kilka nowo odkrytych, jeszcze nienazwanych.

## Występowanie
Indonezja i Wietnam.

## Cechy charakterystyczne
Ryby z tej rodziny różnią się od pozostałych kozowców (Cobitoidea) budową otworu gębowego i kształtem pęcherza pławnego.

## Klasyfikacja
Do rodziny Barbuccidae zaliczany jest rodzaj:
Barbucca
Wcześniej był klasyfikowany w rodzinie przylgowatych (Balitoridae).